# 莫里斯 (聖人)
聖莫里斯（Saint Maurice）是三世紀時羅馬帝國一位軍事領袖，底比斯軍團的首領，來自於埃及行省。底比斯軍團由基督徒組成，當時皇帝馬克西米安徵召他們前往高盧鎮壓巴高達運動。過程中馬克西米安下令軍團殺害信仰基督教的當地民眾，底比斯軍團抗命，馬克西米安立即以十一抽殺律處決士兵，士兵們在莫里斯激勵下再度抗命，最終馬克西米安處決了整個軍團。處決地點位於現今瑞士的聖莫里斯。